# Wayde van Niekerk
Wayde van Niekerk (Ciutat del Cap, 15 de juliol de 1992) és un atleta sud-africà que competeix en les especialitats de 200 i 400 metres llisos. Actualment, ostenta el rècord mundial i l'olímpic en la modalitat de 400 metres. Ha participat en 3 Olimpíades, guanyant una medalla d'or en la prova de 400m dels Jocs Olímpics de Rio 2016. També ha guanyat 3 medalles (2 d'or) en els Campionats del Món i 3 medalles (2 d'or) en els Campionats d'Àfrica. A més, l'any 2016 Van Niekerk va convertir-se en el primer atleta de la història en completar els 100 metres llisos en menys de 10 segons, els 200 metres en menys de 20 segons i els 400 metres en menys de 44 segons.

## Marques personals
Dades extretes de la pàgina web de World Athletics (actualitzat a 8-09-2024):
| Prova            | Marca (Vent) | Lloc                      | Data               |
| ---------------- | ------------ | ------------------------- | ------------------ |
| 100 m            | 9"94 (+0"9)  | Velentje (Eslovènia)      | 20 de juny de 2017 |
| 200 m            | 19"84 (+1"2) | Kingston (Jamaica)        | 10 de juny de 2017 |
| 300 m            | 30"81        | Ostrava (República Txeca) | 28 de juny de 2017 |
| 400 m            | 43"03 WR     | Rio de Janeiro (Brasil)   | 14 d'agost de 2016 |
| 4 x 100 m relleu | 38"84        | Durban (Sud-àfrica)       | 24 de juny de 2016 |
| 4 x 400 m relleu | 2:59"76      | Nassau                    | 4 de maig de 2024  |

### Trajectòria professional
| Jocs Olímpics      | Jocs Olímpics  | Jocs Olímpics | Jocs Olímpics  |
| Any                | Seu            | Posició       | Prova          |
| ------------------ | -------------- | ------------- | -------------- |
| 2016               | Rio de Janeiro | 1             | 400m           |
| 2020               | Tòquio         | 12a posició   | 400m           |
| 2024               | París          | 20a posició   | 200m           |
| Campionat del Món  |                |               |                |
| 2013               | Moscou         | 26a posició   | 400m           |
| 2015               | Pequín         | 1             | 400m           |
| 2017               | Londres        | 2             | 200m           |
| 2017               | Londres        | 1             | 400m           |
| 2022               | Oregon         | 5a posició    | 400m           |
| 2023               | Budapest       | 7a posició    | 400m           |
| Campionat d'Àfrica |                |               |                |
| 2014               | Marràqueix     | 2             | 400m           |
| 2016               | Durban         | 1             | 200m           |
| 2016               | Durban         | 1             | 4x100m relleus |